# Wank Roland
Wank A. Roland (Budapest, 1898. április 6. – Egyesült Államok, 1970. április 22.) magyar modernista építész.

## Életpályája
A József Királyi Műegyetem, majd a brnói Műszaki Egyetem elvégzése után előbb a Lajtán túl, Ausztriában dolgozott építészként, majd az Egyesült Államokba emigrált. 1924-ben érkezett meg az ígéret földjére, ahol előbb kisebb irodáknál vállalt munkákat, majd 1927-1932 közt a Fellheimer & Wagner tervezőjeként vette ki a részét az Egyesült Államok modern épületeinek megszületéséből. 
1933-tól, mint a szervezet első főépítésze dolgozott a Tennessee Valley Authority (TVA) -nál. Első munkája a Norris-komplexum tervei voltak. Munkáját a Norris-tó-gátjának átalakításával folytatta, a meglévő mérnöki tervet folytatva egyszerűsítette annak általános megjelenését, eltávolította a díszeket, és a strukturális tömegeket koherensebb és drámaibb térbeli összetételbe vonta. Wank az erőművet is nyilvánosság előtt nyitotta meg, a recepcióval információs tisztek dolgoztak. Habár az eredeti mérnökök nem voltak elégedettek, a TVA Igazgatósága igen, Wank pedig kifejezetten modern megjelenést adott a következő TVA-projekteknek, mint például a Fontana-gát, a Chickamauga-gát és a Hiwassee-gátnak is.
A Fontana-gát építésénél Wank együttműködött Albert Kahnnal, az ismert ipari építésszel, az észak-karolinai Fontana munkásvárosban a "A-6" előre gyártott háztípusok tervezésénél, amelynek célja 5000 munkás elhelyezése volt. Fontana Village ma üdülőhely. 
Wank emellett együttműködött Fellheimer & Wagner-rel, mint a Cincinnati Union Terminal Greenhills [zöld öv]-projekt, valamint számos New York-i és New Jersey-i vállalat épületének, a New Jersey Turnpike-nak és a New Jersey-i Montclair-i fiókiroda (1951) épületeinek  tervezésében a newarki székhelyű Hahne & Company számára.
A második világháború után nem csak állami megrendeléseket vállalt el, így többek között New York és New Jersey számos pontján az ő közreműködésével készült épületek sora készült el, de fontos munkája a New York-i Queens College Remsen-csarnoka, a rochesteri Eastman Kodak Laboratories épülete is, vagy a Peru fővárosban, Limában székelő First National Bank központi épüle is.
1970. április 22-én hunyt el az Egyesült Államokban.